# Colosteidae
Die Colosteidae sind eine Gruppe ausgestorbener, früher Landwirbeltiere aus dem Karbon. Da auf dem Schädel offene Rinnen für die Seitenlinienkanäle gut ausgebildet waren, wird auf eine sekundär aquatische Lebensweise als Fischfresser geschlossen.

## Merkmale
Sie hatten einen stark verlängerten Körper, einen breiten Schwanz und kurze Gliedmaßen. In Rumpf und Hals hatten sie bis zu 40 Wirbel. Sie erreichten eine Länge bis zu 1,5 Metern, der Schwanz machte 30 bis 50 % der Länge aus. Flossenstrahlen waren nicht mehr vorhanden. Die Vordergliedmaßen hatten vier Zehen, die Hinterbeine fünf. Der Oberarmknochen war kurz. Rücken und Bauch waren von vergrößerten Schuppen bedeckt, die Bauchschuppen waren rhombisch und in einem V-förmigen Muster angeordnet.
Der Schädel war sehr primitiv und ähnelte dem von Acanthostega. Er war flach, Oberschädel und Unterkiefer hatten fast die gleiche Höhe. Der Hirnschädel war ähnlich dem von Ichthyostega. Die Augen lagen weit vorne, ein Ohrschlitz fehlte. Die Schmelzschicht der Zähne war labyrinthartig gefaltet (labyrinthodont). Auf dem Praemaxillare hatten sie ein Paar vergrößerter Fangzähne, die bei geschlossenem Maul in zwei Vertiefungen des Unterkiefers verborgen wurden. Die Zähne des Unterkiefers waren bedeutend größer als die auf der Maxillare.

## Gattungen
- Greererpeton, Mississippium von West Virginia
- Pholidogaster, Mississippium von Schottland
- Colosteus, Pennsylvanium von Ohio

## Einzelnachweise

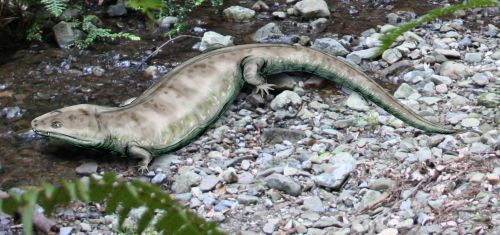
Rekonstruiertes Lebensbild von Colosteus